# 盧拉 (密西西比州)
盧拉（英語：Lula）是位於美國密西西比州科荷馬縣的城鎮。

## 人口
根據2020年美國人口普查的數據，盧拉的面積為1.08平方千米，皆為陸地。當地共有人口204人，而人口密度為每平方千米189人。